# Unterkeitenthal
Unterkeitenthal war ein Gemeindeteil von Griffenwang im ehemaligen Landkreis Parsberg und ist im Truppenübungsplatz Hohenfels zur Wüstung geworden.

## Geographische Lage
Die Einöde lag im Oberpfälzer Jura der Fränkischen Alb auf circa 450 m über NHN ca. 1,3 km südlich des Tales der Lauterach, im Osten und im Westen umgeben von Erhebungen, die bis 548 m ü. NHN (der Hinterberg im Südosten) ansteigen. Etwa 1,5 km südwestlich und rund 30 m höher lag Oberkeitenthal.

## Geschichte
Im Bereich der heutigen Wüstung sind untertägig mittelalterliche und frühneuzeitliche Befunde nachgewiesen.
Um 1144 und 1166 erscheint die Ansiedelung als „Cutental“ in einer Schenkungsurkunde für das Kloster Ensdorf. Ca. 1178 gingen die Ensdorfischen Güter zu „Cutental“ durch Tausch an das Kloster Kastl über und sind im ersten kastilischen Urbar von 1315/26 verzeichnet. 1434 erwarb Bischof Konrad von Regensburg einen Hof zu Keitenthal vom Hohenfelser Kastner Ulrich Schelss; dieser hatte den Hof von seinem Schwager erhalten. 1476 ist die Einöde in einer Urkunde genannt, als Hans Sleich, Frühmesser der Pfarrei Allersburg, von Heinrich Liebenecker zu Zant die jährliche Gilt aus dem Zehent zu Keitenthal kaufte. Keitenthal gehörte zum Pflegamt Hohenburg des Hochstifts Regensburg; in der Karte von Christoph Vogel von 1600 erscheint die Ansiedelung als „Keyenthal/Keienthal“. Andernorts heißt es jedoch, dass das „Gut Kutental“ aus dem Ensdorfischen Besitz im 16. Jahrhundert eingegangen sei.
Im Königreich Bayern wurde um 1810 der Steuerdistrikt Griffenwang gebildet und 1811 zum Landgericht Parsberg gegeben. Diesem gehörten die Dörfer Griffenwang und Kittensee sowie die Einöden Aderstall, Neudiesenhof, Schauerstein, (das jüngere) Oberkeitenthal und (das ältere) Unterkeitenthal an. Mit dem zweiten bayerischen Gemeindeedikt von 1818 wurde daraus eine Ruralgemeinde.
Im Zuge der Bildung eines Truppenübungsplatzes für US- und NATO-Truppen wurde die zwischenzeitlich dem Landkreis Parsberg angehörende Gemeinde Griffenwang von der Größe von 1083,39 ha mit den sechs Orten Aderstall, Griffenwang, Kittensse, Oberkeitenthal, Schauerstein und Unterkeitenthal bis zum 1. Oktober 1951 geräumt, ihre Bewohner wurden abgesiedelt; die Orte wurden zu Wüstungen. Die noch formal bestehende Gemeinde Griffenwang wurde zum 1. Oktober 1970 nach Velburg eingemeindet. Der Gemeindename wurde aufgehoben.
Die Einöde Unterkeitenthal umfasste
- 1836: 2 bewohnte Häuser[16]
- 1867: 7 Einwohner, 9 Gebäude[17]
- 1871: 8 Einwohner, 4 Gebäude; Großviehbestand 1873: 12 Stück Rindvieh[18]
- 1900: 11 Einwohner, 1 Wohngebäude[19]
- 1925: 8 Einwohner, 1 Wohngebäude[20]
- 1950: 9 Einwohner, 1 Wohngebäude[21]

## Kirchliche Verhältnisse
Die Ansiedelung gehörte zur katholischen Pfarrei Allersburg im Bistum Regensburg. Die Kinder gingen im 19./20. Jahrhundert 2 km weit dorthin zur katholischen Schule.